# Магомедов, Садам Рамазанович
Садам Рамазанович Магомедов (род. 17 февраля 1992, Махачкала, по другим данным Мазада, Тляратинский район, Дагестан, Россия) — российский и сербский боксёр-профессионал, выступающий в первой тяжёлой весовой категории.
Мастер спорта России международного класса, бронзовый призёр Европейских игр (2015), бронзовый призёр чемпионата Европы (2024), трёхкратный чемпион России (2015, 2016, 2017) в любителях.

## Биография
Садам Магомедов родился 17 февраля 1992 года в республике Дагестан, по национальности — аварец.
Проживал во Владимире и учился во Владимирском юридическом институте ФСИН, служит в УМВД России по Владимирской области.
С 22 апреля 2021 года по причинам особого интереса, на основании решения Правительства Сербии, является гражданином Сербии.

## Любительская карьера
Занимается боксом с 2007 года, тренируясь у Амельченко Николая Александровича.
Садам является финалистом кубка России, победителем ЦФО по боксу, чемпионом МВД по боксу 2016 года, призёром чемпионата МВД России 2013 года, призёром мастерского турнира города Иваново 2013 года.
В июне 2015 года завоевал бронзовую медаль на I Европейских играх в Баку в полуфинале уступив будущему чемпиону Европейских игр азербайджанскому боксёру Абдулкадиру Абдуллаеву.
В ноябре 2015 года впервые стал чемпионом России в весе до 91 кг, в финале победив опытного боксёра Алексея Егорова.

### 2018—2019 годы
В октябре 2018 года завоевал серебряную медаль на чемпионате России в Якутске в категории до 91 кг. Где в четвертьфинале соревнований по очкам победил Владимира Узуняна, затем в полуфинале по очкам победил опытного Ивана Сагайдака, но в финале из-за травмы не вышел на бой с Муслимом Гаджимагомедовым.
В феврале 2019 года стал победителем представительного международного турнира «Странджа» проходившем в Софии (Болгария), в весе до 91 кг. Где он в четвертьфинале по очкам победил опытного британца Скотта Форреста, затем в полуфинале по очкам победил украинца Сергея Хорскова, и в финале раздельным решением судей победил казахского чемпиона Василия Левита.
17 августа 2019 года решением РУСАДА был дисквалифицирован на 3 года за нарушение антидопинговых правил.

### Выступления за сборную Сербии

#### 2021—2022 годы
В начале ноября 2021 года в составе сербской сборной участвовал в чемпионате мира в Белграде (Сербия), в тяжёлой весовой категории (до 92 кг). Где он в 1/32 финала по очкам (счёт: 4:0) победил турка Эмира Бююкдага, в 1/16 финала по очкам (счёт: 4:1) победил Олимпийского призёра бразильца Абнера Тейшейра, в 1/8 финала по очкам единогласным решением судей (счёт: 5:0) победил боснийца Джемала Бошняка, но в четвертьфинале по очкам единогласным решением судей (счёт: 0:5) проиграл знаменитому кубинцу Хулио Сесару Ла Крусу, — который в итоге стал чемпионом мира 2021 года.
В мае 2022 года, в составе сербской сборной участвовал в чемпионе Европы в Ереване, в категории тяжёлого веса (до 92 кг). Где он в 1/8 финала по очкам единогласным решением судей (счёт: 5:0) опять победил боснийца Джемала Бошняка, но в четвертьфинале по очкам решением большинства судей (0:4) проиграл молодому англичанину Льюису Уильямсу, — который в итоге стал бронзовым призёром чемпионата Европы 2022 года.

#### 2023—2024 годы
В мае 2023 года, в Ташкенте (Узбекистан) участвовал на чемпионате мира в весе до 92 кг, где он в 1/16 финала соревнований по очкам раздельным решением судей (2:5) проиграл таджикскому боксёру Давлату Болтаеву.
В марте 2024 года, в городе Бусто-Арсицио (Италия) участвовал в 1-м мировом Олимпийском квалификационном турнире, где он дошёл до четвертьфинала в весе до 92 кг, в котором по очкам со счётом 0:5 проиграл испанцу Энмануэлю Рейесу, и не смог завоевать лицензию для участия в Парижской Олимпиаде-2024.
В апреле 2024 года, в Белграде (Сербия) стал бронзовым призёром чемпионата Европы, где он в четвертьфинале по очкам со счётом 4:1 победил венгра Коппани Фехера, но в полуфинале единогласным решением судей проиграл россиянину Муслиму Гаджимагомедову.

## Профессиональная карьера
14 декабря 2019 года состоялся его профессиональный дебют, когда он досрочно техническим нокаутом во 2-м раунде победил латвийца Мадарса Триволса (1-3).

## Статистика профессиональных боёв
В таблице перечислены результаты всех поединков боксёров.
В каждой строке указан результат поединка. Дополнительно номер поединка обозначен цветом, который обозначает итог поединка. Расшифровка обозначений и цветов представлена в нижеследующей таблице.
| Пример | Расшифровка                     |
| ------ | ------------------------------- |
|        | Победа                          |
|        | Ничья                           |
|        | Поражение                       |
|        | Планируемый поединок            |
|        | Поединок признан несостоявшимся |
| КО     | Нокаут                          |
| ТКО    | Технический нокаут              |
| PTS    | Решение судей (по очкам)        |
| UD     | Единогласное решение судей      |
| MD     | Решение большинства судей       |
| SD     | Раздельное решение судей        |
| RTD    | Отказ от продолжения боя        |
| DQ     | Дисквалификация                 |
| NC     | Поединок признан несостоявшимся |

| 2 поединка, 2 победы (2 нокаутом). | 2 поединка, 2 победы (2 нокаутом). | 2 поединка, 2 победы (2 нокаутом). | 2 поединка, 2 победы (2 нокаутом). | 2 поединка, 2 победы (2 нокаутом).                     | 2 поединка, 2 победы (2 нокаутом). | 2 поединка, 2 победы (2 нокаутом). |
| Бой                                | Рекорд                             | Дата боя                           | Соперник                           | Место проведения боя                                   | Раундов, время                     | Дополнительно                      |
| ---------------------------------- | ---------------------------------- | ---------------------------------- | ---------------------------------- | ------------------------------------------------------ | ---------------------------------- | ---------------------------------- |
| 2                                  | 2-0                                | 2 января 2022                      | Норберт Секереш (19-82-4)          | ТРК Златибор, Златибор, Златиборский округ, Сербия     | KO 4 (6), 1:14                     |                                    |
| 1                                  | 1-0                                | 14 декабря 2019                    | Мадар Тривол (1-3)                 | Weihnachtscirkus, Карлсруэ, Баден-Вюртемберг, Германия | TKO 2 (6), 2:26                    | Дебют в профессиональном боксе.    |
| Бой                                | Рекорд                             | Дата боя                           | Соперник                           | Место проведения боя                                   | Раундов, время                     | Дополнительно                      |

## Спортивные результаты
- Европейские игры 2015 года —  Бронза;
- Летняя Спартакиада молодёжи России 2014 года —  Золото;
- Чемпионат России по боксу 2014 года —  Бронза;
- Чемпионат России по боксу 2015 года —  Золото.
- Чемпионат России по боксу 2016 года —  Золото.
- Чемпионат России по боксу 2017 года —  Золото.
- Чемпионат России по боксу 2018 года —  Серебро.